# Ruskovce (Košice)
Ruskovce é um município da Eslováquia, situado no distrito de Sobrance, na região de Košice. Tem 6,63 km² de área e sua população em 2018 foi estimada em 272 habitantes.

## Demografia
| Ano:        | 1994 | 2004   | 2014    | 2024    |
| ----------- | ---- | ------ | ------- | ------- |
| Broj ljudi: | 235  | 236    | 264     | 236     |
| Razlika:    |      | +0,42% | +11,86% | -10,60% |

| Ano:               | 2023 | 2024 |
| ------------------ | ---- | ---- |
| Número de pessoas: | 236  | 236  |
| Diferença:         |      | +0%  |